# Genus numquam perit
La locuzione latina genus numquam perit (letteralmente: il genere non si esaurisce mai) esprime un principio giuridico del diritto civile in virtù del quale il debitore di un'obbligazione generica non è liberato dall'obbligo di adempiere in caso di perimento delle cose da lui destinate all'adempimento, dato che è sempre possibile eseguire la prestazione procurando altrimenti le cose dovute.
Si pensi ad esempio ad un soggetto che si sia obbligato a consegnare una data quantità di vino. Potrà pure perire il vino dallo stesso detenuto nella sua cantina, ma non potranno mai esaurirsi tutte le scorte di vino sul mercato. L'obbligato potrà quindi adempiere in ogni caso, procurandosi sul mercato il vino che si è obbligato a consegnare.